# Cantonul Monestier-de-Clermont
Cantonul Monestier-de-Clermont este un canton din arondismentul Grenoble, departamentul Isère, regiunea Rhône-Alpes, Franța.

## Comune
- Avignonet
- Château-Bernard
- Gresse-en-Vercors
- Miribel-Lanchâtre
- Monestier-de-Clermont (reședință)
- Roissard
- Saint-Andéol
- Saint-Guillaume
- Saint-Martin-de-la-Cluze
- Saint-Paul-lès-Monestier
- Sinard
- Treffort